# Asser Levy
Asser Levy (* wahrscheinlich in Vilnius; † 1. Februar 1682) war einer der ersten jüdischen Siedler der niederländischen Kolonie Nieuw Nederland, und damit einer der ersten Juden in Amerika. Er lebte von 1654 bis zu seinem Tod in der Kolonie. Er war der erste urkundlich erwähnte Jude, der auf dem Territorium der heutigen USA eine hohe gesellschaftliche Stellung erlangte.
Mit einem eigenen Haus in Nieuw Amsterdam (dem heutigen New York City) war er dort der erste Jude mit Grundbesitz, sowie der erste jüdische Geschworene in Nordamerika.
Bevor Asser Levy nach Amerika aufbrach, lebte er einige Zeit in Amsterdam. Am 28. Juli 1660 unterschrieb er in Nieuw Amsterdam eine Hypothek mit dem Namen Asser Levy van Swellem, was auf eine Verbindung zum westfälischen Schwelm hindeuten könnte.

## Belege
1. ↑  Leo. Hershkowitz (2003): Dutch Notarial Records Pertaining to Asser Levy, 1659-1692. American Jewish History, 91 (3), 471–483, doi:10.1353/ajh.2005.0009
2. ↑  Malcolm H. Stern (1974): Asser Levy - A New Look At Our Jewish Founding Father (PDF; 372 kB)
3. ↑  Leo. Hershkowitz (2003): Dutch Notarial Records Pertaining to Asser Levy, 1659-1692. American Jewish History, 91 (3), 471–483, doi:10.1353/ajh.2005.0009
4. ↑  New Amsterdam's Jewish Crusader
5. ↑  Malcolm H. Stern (1974): Asser Levy - A New Look At Our Jewish Founding Fathers (PDF; 372 kB)

| Personendaten    | Personendaten                             |
| ---------------- | ----------------------------------------- |
| NAME             | Levy, Asser                               |
| KURZBESCHREIBUNG | amerikanischer Siedler jüdischen Glaubens |
| GEBURTSDATUM     | 16. Jahrhundert oder 17. Jahrhundert      |
| GEBURTSORT       | Vilnius                                   |
| STERBEDATUM      | 1. Februar 1682                           |
| STERBEORT        | Nieuw Nederland                           |